# South Park: The Fractured but Whole
South Park: The Fractured but Whole – komputerowa gra fabularna stworzona przez studio Ubisoft San Francisco przy współpracy z South Park Digital Studios, wydana 17 października 2017 na platformy Microsoft Windows, PlayStation 4 i Xbox One. 24 kwietnia 2018 wydano wersję na konsolę Nintendo Switch. Gra, której wydawcą jest Ubisoft, zrealizowana została na podstawie amerykańskiego serialu animowanego dla dorosłych Miasteczko South Park i stanowi kontynuację South Parku: Kijka Prawdy z 2014 roku.

## Rozgrywka
South Park: The Fractured but Whole jest dwuipółwymiarową grą fabularną z perspektywą trzeciej osoby. Gracz wciela się w Nowego, swobodnie eksplorującego miasteczko South Park w Górach Skalistych. Pomiędzy wcześniej odblokowanymi punktami przemieszczać można się dzięki szybkiej podróży.
W grze wybrać można spośród dziesięciu archetypowych klas superbohaterów: szybkiego pędziwiatra; specjalizującego się w zadawaniu dużych obrażeń na bliskim dystansie brutala; średniozasięgowego blastera; władającego żywiołami elementalistę; ofensywnego cyborga; dalekozasięgowego telepatę; cichego zabójcę; gadżeciarza; leczącego roślinomantę bądź zadającego duże obrażenia mistrza sztuk walki. Początkowo dostępne są tylko trzy klasy – pędziwiatr, blaster i brutal – jednak z czasem postać zyskuje dostęp do wszystkich dziesięciu, w jednym momencie mogąc mieć aktywowane maksymalnie trzy z nich, łącząc ich umiejętności. Przykładowo, postać może użyć ognistego ataku blastera, następnie noży zabójcy i kopniaków mistrza sztuk walki. Spośród aktywnych klas dobrać można dowolne cztery umiejętności – trzy zwykłe i jedną supermoc. Z supermocy korzystać można tylko po naładowaniu odpowiedniego paska, wspólnego dla wszystkich sojuszników Nowego i uzupełnianego poprzez prawidłowe wciskanie kombinacji klawiszy przy ataku i podczas obrony. Podczas rozgrywki gracz zyskuje dostęp do łącznie dwunastu towarzyszy, z których każdy dysponuje trzema atakami zwykłymi i supermocą. W trakcie walk Nowemu towarzyszyć może maksymalnie troje towarzyszy.
W The Fractured but Whole zachowano turowy system walki z Kijka Prawdy, potyczki rozgrywają się jednak na różnych rozmiarów planszach podzielonych na mniejsze kwadraty (heksy), pomiędzy którymi postacie mogą się przemieszczać, co pozwala na planowanie strategii. Na planszach znajdować mogą się przeszkody środowiskowe, takie jak eksplodujące beczki z chemikaliami czy „lawa” (czerwone klocki lego). Gracz wybiera ataki z menu, a wzmacniać może je poprzez odpowiednio szybkie wciskanie wskazanego na ekranie przycisku. Wciśnięcie go podczas ataku przeciwnika pozwala odzyskać nieco zdrowia i doładowuje pasek supermocy. Część ataków zapewnia dodatkowe efekty, takie jak np. odrzucenie przeciwnika, co zmienia jego pozycję na planszy, albo obrzydzenie, zamrożenie, podpalenie czy krwawienie, które zadają obrażenia rozłożone w czasie.
Każdy atak zadaje obrażenia tylko w wybranych kierunkach, wobec czego zadanie przeciwnikowi obrażeń wymaga odpowiedniego ustawienia się na planszy. Obrażenia zwiększyć można poprzez pchnięcie przeciwnika na inną postać. Podczas walki używać można przedmiotów leczących czy wzmacniających, jednak w odróżnieniu od Kijka Prawdy nie robi się tego na początku tury, a traktowane jest jako pojedynczy ruch. Nowy może zbierać i zakładać artefakty, które zwiększają jego moc, zwiększając zadawane obrażenia i zapewniając premie, np. zwiększoną ochronę. Miejsca na kolejne artefakty odblokowywane są wraz ze zwiększaniem poziomu postaci. Postać dysponuje również „gniazdem DNA”, w którym umieścić może szczep DNA wpływający na wskaźniki takie jak zdrowie. Dyrektor PP może nauczyć Nowego rozpoznawania mikroagresji, co pozwala postaci na zadanie obrażeń poza kolejką, jeśli odpowiednio szybko wciśnie wymagany przycisk. Podczas walki możliwe jest również przywołanie „kumpli” – Jimba i Neda, Classi i Geralda Broflovskiego, którzy zadają obrażenia, albo Mojżesza, leczącego Nowego i wszystkich sojuszników.
Nowy może manipulować czasem poprzez puszczanie gazów. Umiejętności tych można użyć w walce do anulowania tury przeciwnika, zatrzymania czasu i przemieszczenia się po planszy w celu zadania ataku bądź przywołania do walki poprzedniej wersji Nowego. Poza walką gazów można używać do naprawiania przedmiotów czy zatrzymywania czasu w celu ominięcia przeszkody albo złapania szybko przemieszczających się stworzeń. Niektóre miejsca w South Parku są początkowo niedostępne dla Nowego, a dostać może się do nich dopiero po odblokowaniu odpowiednich umiejętności kumpli. Napierdzenie na twarz Kapitana Cukrzycy wywołuje w nim wściekłość pozwalającą usunąć ciężkie przedmioty; po przywołaniu Człowieka Latawca skorzystać można z mocy pierdkouru żeby dostać się w wyżej położone miejsca; piaszczarkę Narzędnika zasilić można gazem jelitowym w celu usunięcia z drogi „lawy”, z kolei po wsadzeniu sobie w odbyt chomika Profesora Chaosa i wypierdnięciu go w panel elektryczny można wywołać spięcie.
Gracz może modyfikować wygląd, supermoce, tożsamość płciową, orientację seksualną, rasę i pochodzenie etniczne Nowego w dowolnym momencie. Wśród dostępnych płci znajdują się mężczyzna, kobieta i osoba transpłciowa. Stroje można zbierać i mieszać ze sobą oraz barwić je; mają one walor wyłącznie estetyczny i nie wpływają na umiejętności postaci. Panel wyboru rasy ma formę suwaka poziomu trudności, gdzie im jaśniejszy odcień skóry, tym łatwiejszy poziom. Suwak nie wpływa na poziom trudności walki, a na ilość zdobywanej gotówki i sposób, w jaki niektóre postacie niezależne odnoszą się do Nowego.
W grze dostępne są trzy poziomy trudności, wpływające na zdrowie przeciwników i zadawane przez nic obrażenia – zwykły, heroiczny i mistrzowski. System rzemiosła pozwala na tworzenie przedmiotów leczniczych, wzmacniających, strojów i artefaktów ze znajdowanych surowców, takich jak taśma klejąca, klej, butelki po napojach izotonicznych czy placki taco. Wśród aktywności dodatkowych znajdują się m.in. wypróżnianie się w napotkanych toaletach, znajdowanie rysunków yaoi przedstawiających Tweeka i Craiga czy robienie selfies z mieszkańcami w celu zwiększenia liczby obserwujących na Szopstagramie – superbohaterskim odpowiedniku Instagramu. Ukończenie niektórych misji fabularnych możliwe jest dopiero po zgromadzeniu odpowiedniej liczby obserwujących. Smartfon postaci służy za menu gry, pozwalające zarządzać ekwipunkiem, profilem postaci czy sprawdzać dostępne zadania.

## Opis

### Świat gry

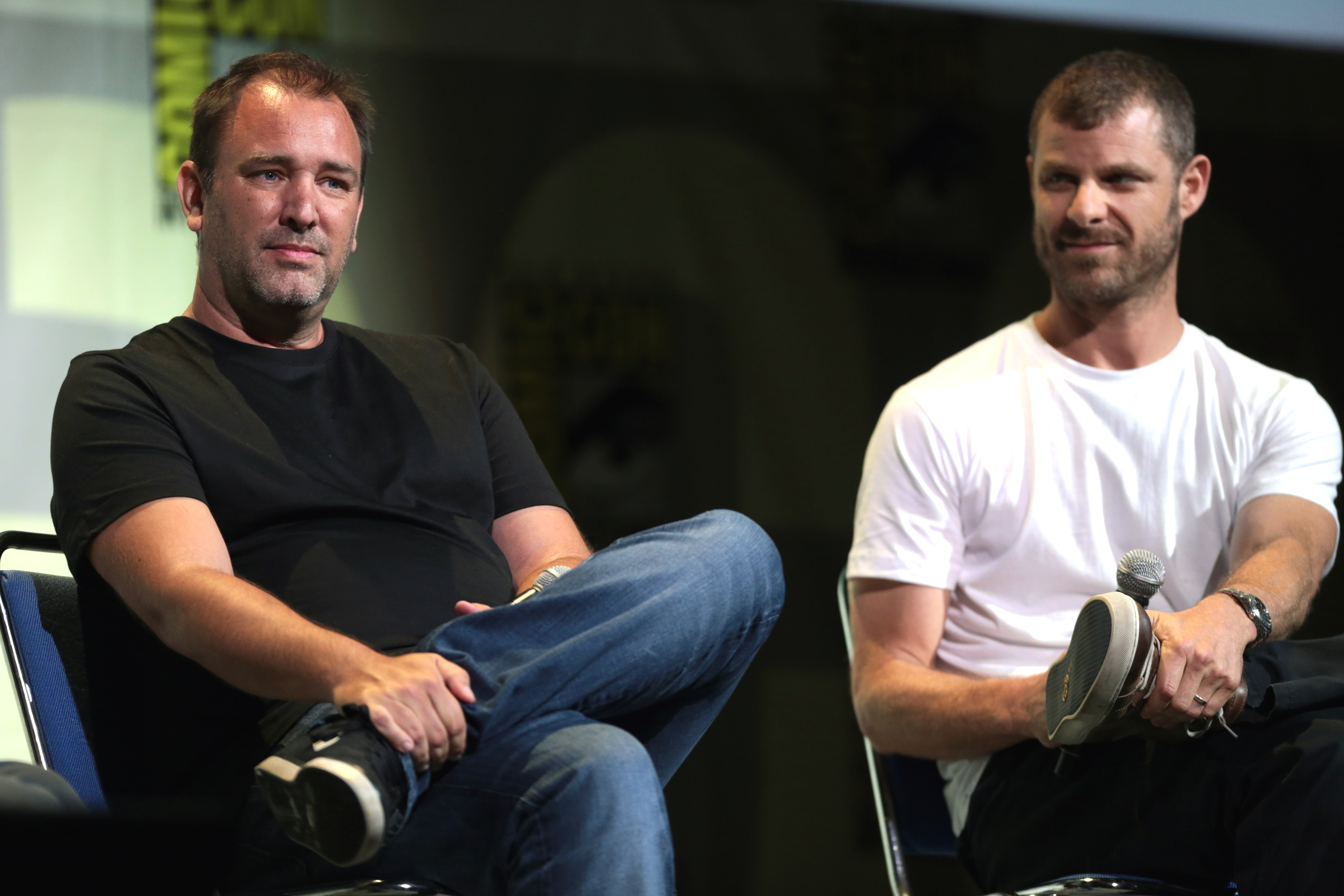
Trey Parker (po prawej) i Matt Stone, twórcy Miasteczka South Park, udzielający też głosów większości postaci w grze.

Akcja South Park: The Fractured but Whole rozgrywa się w fikcyjnym miasteczku South Park w stanie Kolorado dzień po wydarzeniach z poprzedniczki. Gracz ponownie wciela się w milczącego protagonistę, Nowego. Dzieci porzucają zabawę w postacie ze świata fantasy i zaczynają bawić się w superbohaterów, chcąc stworzyć franczyzę na wzór Filmowego Uniwersum Marvela. Nie mogąc dojść do porozumienia odnośnie do tego, kto ma pojawić się w filmach, a kto tylko w serialach na Netfliksie, dzieci zakładają dwie różne grupy – Szop i Przyjaciele oraz Kumple Wolności – i zaczynają walkę o to, która jako pierwsza stworzy własną superbohaterską franczyzę.
Siedziba Szopa i Przyjaciół, którym przywodzi Szop (Eric Cartman), mieści się w jego piwnicy. Do grupy należą Człowiek Latawiec (Kyle Broflovski), wysysający życie Komar (Clyde Donovan), superszybki Błyskawica (inwalida Jimmy Valmer), potężny Super-Craig (Craig Tucker) i Nowy. Kumplom Wolności przewodzi posiadający moce telepatyczne Doktor Timothy (Timmy Burch), a do grupy należą też Mysterion (Kenny McCormick), Narzędnik (Stan Marsh), władający mocą pogody Wonder Tweek (Tweek Tweak) i cyborg Tupperware (Token Black). Niezrzeszonymi superbohaterami są Dziewczyna na Telefon (Wendy Testaburger) i Kapitan Cukrzyca (Scott Malkinson). Podczas kampanii fabularnej dzieci wejdą w zatarg z mieszkańcami domu spokojnej starości, ninja, szóstoklasistami, parodiującymi kelnerki Hooters rodzynkami, bezdomnymi, kuzynem Kyle’a Kyle’em Schwartzem oraz ze superzłoczyńcą Profesorem Chaosem (Butters Stotch).
W grze pojawiają się postacie znane z serialu, w tym m.in. Randy Marsh, Stephen Stotch, Gerald Broflovski, Dyrektor PP, Mojżesz, Pan Wód, pan Mackey, detektyw Yates, striprizerki Spontaniczna Dupencja i Classi, Wielki Gej Al, Ned i Jimbo, ojciec Maxi, Jezus, kraboludzie, nostalgronka, Ręcznik czy Rybia Ciota parodiująca Kanyego Westa. Morgan Freeman pojawia się jak właściciel restauracji z taco. Wśród miejsc z serialu pojawiają się m.in. restauracja City Wok, klub ze striptizem Peppermint Hippo, dom Kenny’ego w porzuconej dzielnicy SoDoSoPa i „luksusowa dzielnica” Shi Tpa Town, w której mieszczą się bar Skeetera i sklep z bronią Jimba. Pojawiają się również farma nostalgronek i droga do Kanady, odgrodzonej od Stanów Zjednoczonych murem. Głosu większości postaciom użyczyli twórcy Miasteczka South Park – Trey Parker i Matt Stone.

### Fabuła
Cartman i pozostałe dzieci zaczynają bawić się w superbohaterów, chcąc stworzyć swoją własną franczyzę filmową. Żeby zdobyć pieniądze na start, postanawiają znaleźć zaginionego kota, za którego wyznaczono sto dolarów nagrody. Do zabawy dołącza Nowy, dla którego Cartman tworzy tragiczną historię pochodzenia – jako dziecko widział, jak „jego stary wyjebał jego starą”. Podczas zabawy dzieci natrafiają na trop nowego barona zbrodni, który zjednoczył pod sobą policję, włoską, chińską i rosyjską mafię oraz szóstoklasistów. Na jego polecenie kradną oni koty i wykorzystują ich mocz do skażania alkoholu i narkotyków, który doprowadza mieszkańców do szaleństwa i wzrostu przestępczości, za który obwinia burmistrz McDaniels. Szop i przyjaciele pokonują pomagiera przestępcy, Profesora Chaosa, a na podstawie jego wyjaśnień Cartman dochodzi do wniosku, że baronem zbrodni musi być Mitch Conner – pacynka narysowana na jego lewej dłoni. Nowy i Profesor Chaos zostają wysłani z misją przeniknięcia w szeregi kumpli wolności i zdobycia informacji. Skutkuje to chwilową współpracą obu grup mającą na celu powstrzymanie nielegalnej działalności policji, mającej pomóc Connerowi zostać nowym burmistrzem. Następnie wszyscy dołączają do kumpli wolności, którzy stworzyli plan na filmowe uniwersum, w którym każda postać jest równa.
Następnego dnia Conner porywa rodziców Nowego i niszczy plan kumpli wolności. Udaje im się pojmać Cartmana, który twierdzi, że nie ma kontroli nad Connerem i wyjawia, że rodzice Nowego są przetrzymywani w laboratorium inżynierii genetycznej doktora Mephesta. Na miejscu dzieci odkrywają, że Conner finansował stworzenie armii zmutowanych kotów i szóstoklasistów. Po pokonaniu mutantów Nowy odnajduje rodziców, jest jednak zmuszony zabić jednego z nich, żeby uciec z ośrodka. Dzieci zostają zaatakowane przez zmutowanego kuzyna Kyle’a – żeby go pokonać, Nowy pierdzi na niego tak intensywnie, że prowadzi to do powstania wyrwy w czasoprzestrzeni i przenoszą się o tydzień do przodu, kiedy Conner został już zaprzysiężony na burmistrza.
Dzięki pomocy Morgana Freemana Nowy uczy się puszczać gazy pozwalające na podróżowanie w czasie. Niechcący przenoszą się do przyszłości, kiedy Conner wprowadził w życie swój plan – codziennie jest Boże Narodzenie, co prowadzi do pijaństwa i anarchii. Następnie przenoszą się w przeszłość, żeby powstrzymać Cartmana przed rozpoczęciem zabawy w superbohaterów. Conner uderza Nowego, który puszcza gaz przenoszący ich do wczesnego dzieciństwa Nowego. Jego rodzice wyjawiają mu swój sekret: dysponują nadludzką mocą zdobywania fanów w mediach społecznościowych. Zostali porwani przez rząd, chcący wykorzystać ich zdolność; w rządowej placówce zakochali się w sobie i spłodzili Nowego. Udało im się uciec z ośrodka, a chcąc chronić swoje dziecko, zaczęli podawać mu leki, których skutkiem ubocznym okazało się puszczanie ekstremalnych gazów.
Poznawszy prawdę, Nowy przenosi się w przyszłość, do dnia zaprzysiężenia Connera. Cartman ucieka kumplom wolności i udaje się na inaugurację, dzieci publikują jednak w mediach społecznościowych zdjęcie planów Connera i oskarżają Cartmana o zwiększenie przestępczości, żeby Szop mógł zwalczać jej więcej, a tym samym stworzyć większą franczyzę. Conner wyznaje, że doznał traumy, bo kiedy był mały, ktoś „wyruchał jego ojca”. Na prawej dłoni Cartmana pojawia się matka Connera, która wyznaje, że to ona uprawiała seks z jego ojcem. Pacynki walczą ze sobą i „giną”, podczas gdy mieszkańcy South Parku postanawiają udać się do sąsiedniego miasta po nieskażone narkotyki i alkohol. Nowy wraca do domu, widząc, że życie jego rodziców się zmieniło – są szczęśliwi i zakochani. Kiedy idą na górę uprawiać seks, pojawia się Profesor Chaos, który stwierdza, że bez względu na to, jak bardzo będzie się starał, nie zmieni przeszłości i „jego stary zawsze wyjebie jego starą”. Proponuje mu obranie innej ścieżki – dołączenie do złoczyńców.

## Produkcja
W marcu 2014 roku Matt Stone i Trey Parker zapowiedzieli, że są chętni stworzyć kontynuację Kijka Prawdy, uzależnili ją jednak od jego przyjęcia. Kiedy Ubisoft zaproponował realizację nowej gry, Parker i Stone rozważali możliwość zrealizowania kolejnego filmu pełnometrażowego. Chcąc zachować kontrolę kreatywną i dotrzymać zobowiązań wobec rodzin i stacji telewizyjnej, mogli pracować tylko nad jednym dużym projektem – ostatecznie zdecydowali się na grę.
Podczas produkcji poprzedniej części, tworzonej przez Obsidian Entertainment, jej wydawca – THQ – zbankrutował, a prawa do gry kupił Ubisoft. Kontynuacja tworzona była w całości przez wewnętrzne studio wydawcy, liczące niemal stu pracowników Ubisoft San Francisco (USF), wcześniej odpowiedzialne za serię muzyczną Rocksmith. W celu zrealizowania gry fabularnej studio zatrudniło specjalistów od tego rodzaju gier i ich systemów. Dodatkowo przy The Fractured but Whole pracowały inne wewnętrzne studia wydawcy – Ubisoft Osaka, Massive Entertainment, Ubisoft Annecy, Ubisoft Reflections, Blue Byte i Ubisoft Québec.
W cykl produkcyjny zaangażowani byli Parker i Stone. Początkowo spotkali się oni z zespołem Ubisoftu celem ustalenia ogólnego zarysu fabuły i elementów z Kijka Prawdy, które im się nie podobały. Deweloperzy gry, w tym starszy producent Jason Schroeder, dwa razy w miesiącu na kilka dni odwiedzali South Park Studios albo prowadzili z twórcami serialu telekonferencje. Schroeder był odpowiedzialny za hamowanie zapędów Parkera i Stone’a, kiedy było to konieczne. Z czasem – wraz z rozpoczęciem realizacji kolejnych odcinków serialu – Parker i Stone stali się mniej dostępni, co doprowadziło do napiętego grafiku produkcyjnego.
Ubisoft zmodyfikował swój własnościowy silnik Snowdrop, umożliwiając importowanie do niego elementów z Autodesk Maya wykorzystywanego do produkcji serialu, zamiast emulować je, jak przy Kijku Prawdy. Umożliwiło to zespołowi wprowadzanie zmian, także w fabule, na późnym etapie produkcji, w tym wyszydzać niedawne wydarzenia, jak również wprowadzić do gry rzeczy, które w serialu pojawiły się dopiero po rozpoczęciu prac nad The Fractured but Whole, jak postać Dyrektora PP czy zgentryfikowany obszar miasta. Wypowiadając się na temat zmian wprowadzanych na ostatnią chwilę Schroeder stwierdził, że nie są one problemem, o ile nie wpłyną na klasyfikację wiekową. Według głównego animatora Lucasa Walkera, proces wprowadzania zmian do silnika trwał około roku, był on jednak niezbędny do osiągnięcia bezproblemowej współpracy z South Park Digital Studios, w tym m.in. wykorzystania oryginalnych animacji emulujących ruch.
Mimo możliwości importowania zasobów z Miasteczka South Park, silnik Snowdrop zaprojektowany został z myślą o środowiskach trójwymiarowych, a nie dwuwymiarowej animacji. Produkcja gry wymagała żmudnego dostosowywania szczegółów, żeby dopasować się do stylu poruszania się postaci z serialu czy ich ekspresji. Według głównego producenta, Nao Higo, stworzenie zawartości gry byłoby niemożliwe dla względnie niewielkiego studia, które potrzebowałoby nawet czterokrotnie więcej ludzi. USF pracował ściśle z South Park Digital Studios, pomagającym stworzyć animacje i zasoby do gry.
The Fractured but Whole zostało publicznie zapowiedziane 15 czerwca 2015 roku podczas konferencji prasowej Ubisoftu na targach Electronic Entertainment Expo, z kolei w czerwcu ogłoszono, że gra trafi do sprzedaży 6 grudnia. We wrześniu data premiery została przesunięta na początek 2017, z kolei w lutym 2017 – na rok fiskalny 2017. W maju ogłoszono ostateczną datę premiery: 17 października 2017. Omawiając przesunięcie premiery, Higo stwierdził, że USF było niezadowolone z jakości gry i chciało więcej czasu na jej dopracowanie. Wprowadzane poprawki często prowadziły do zmian w fabule – dodających wątki komediowe czy poprawiających tempo – co skutkowało koniecznością poprawiania całych gotowych już sekcji albo zasobów. Z gry usunięto kilka misji, mimo tego, że były już niemal gotowe. USF zamiast na prostych demach z rozgrywką, będących bardziej typową metodą sprawdzania prototypów gier, polegało głównie na interaktywnych scenorysach. Te następnie oceniane były przez Parkera i Stone’a, a w razie konieczności poprawiane, dopóki autorzy serialu nie uznali ich za „idealne”. Gra trafiła do tłoczni 22 października 2017 roku.

### Scenariusz

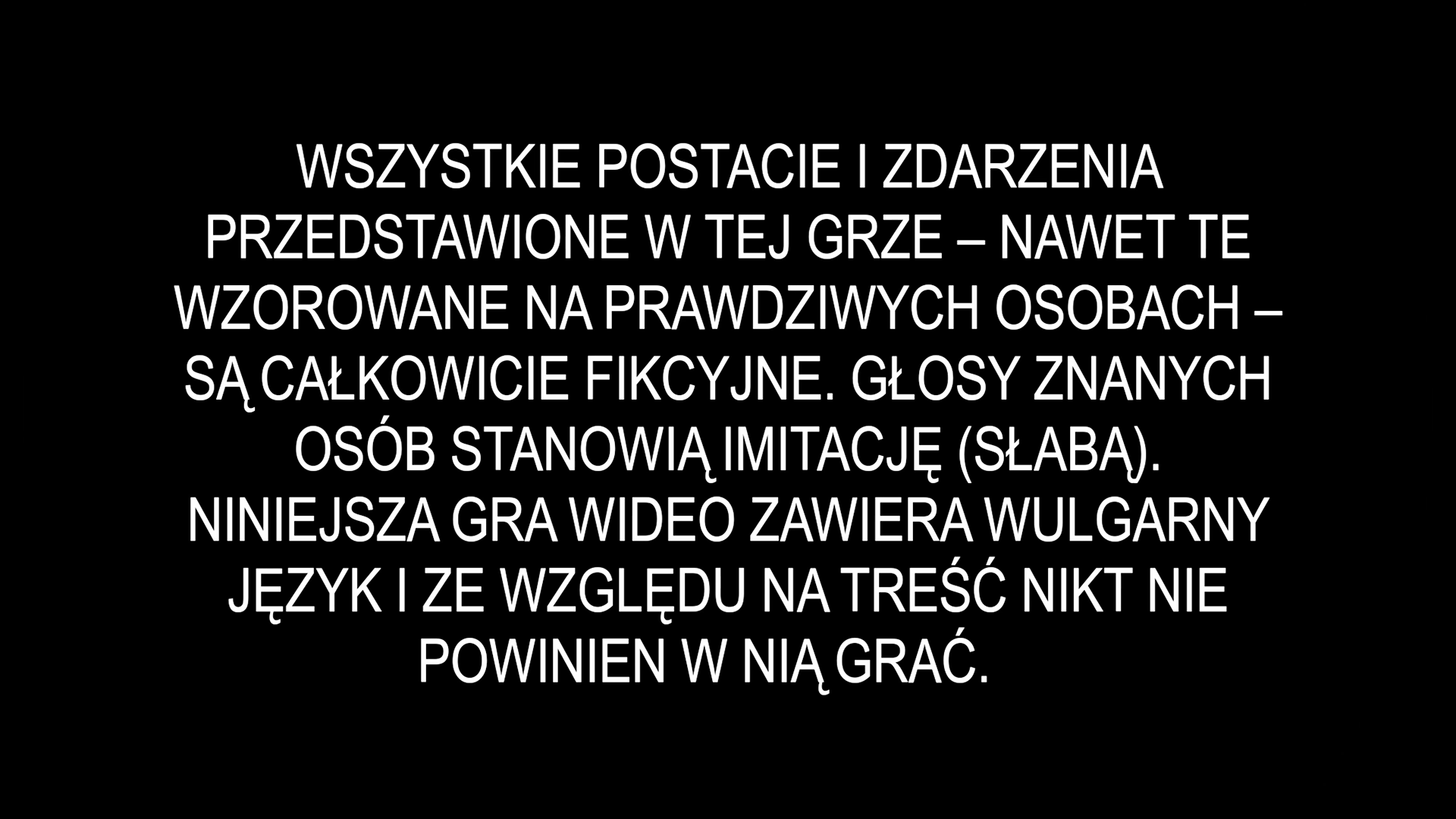
Plansza ostrzegawcza pojawiająca się po rozpoczęciu gry, będąca przerobioną wersją ostrzeżenia poprzedzającego każdy odcinek serialu.

Parker i Stone napisali scenariusz w programie Movie Magic Screenwriter, uzupełniając go o „didaskalia” tłumaczone następnie na rozgrywkę przez zespół Jolie Menzel. Scenariusz gry liczył 360 stron – dwa razy więcej niż scenariusz poprzedniczki, a według producenta serialu, Franka C. Agnone’a II, odpowiednik do pięciu filmów pełnometrażowych. Na potrzeby The Fractured but Whole Parker i Stone nagrali około 20 tysięcy linii dialogowych. Podczas produkcji gry Parker zachorował i został poddany operacji pęcharzyka żółciowego, przekonując lekarzy, żeby pozwolili mu tymczasowo wyjść ze szpitala w celu nagrania swoich dialogów.
Scenarzyści za jeden z najważniejszych aspektów uznali, że komiksowa otoczka nie może przesłonić głównego elementu historii, jakim jest zabawa czwartoklasistów bawiących się w superbohaterów. Według Stone’a, ważne było zachowanie dziecinnego uroku i przypominanie graczom, że mają do czynienia z bawiącymi się dziećmi. Pierwotnie gra miała mieć podtytuł Butthole of Time (pol. Dupa czasu), jednak Ubisoft uświadomił Parkera i Stone’a, że sprzedawcy nie zgodzą się wystawić na półkach towaru ze słowem „butthole” w tytule. Parker spędził kilka godzin na wymyślenie nowego tytułu, ostatecznie decydując się na The Fractured but Whole (pol. Podzieleni, ale w kupie), gdzie słowa „but whole” brzmią podobnie jak „butthole”.

### Projekt
Poziomy zostały zaprojektowane w taki sposób, żeby możliwe było toczenie na nich walk, co odróżnia grę od Kija Prawdy, gdzie w momencie rozpoczęcia walki postacie przenoszone były na osobną mapę. Według Schroedera, miało to na celu ograniczenie poczucia dysonansu pomiędzy walką a eksploracją. Twórcy uznali, że uniemożliwienie poruszania się graczowi w obszarze, który wcześniej eksplorował, nie sprawdza się, wobec czego dodali ruch do walki, wprowadzając tym samym do niej więcej elementów taktycznych. Schroeder stwierdził, że jest to połączenie zamiłowania Parkera do gier planszowych i Stone’a do strzelanek, gier akcji i sportowych. Postanowiono zachować turowy system walki, umożliwiający dodawanie żartów w odpowiednich momentach. Parker zaprosił Schroedera i głównego projektanta do zagrania w planszówkę Star Wars: Imperium atakuje, co pozwoliło im wykształcić wspólny żargon i zrozumienie kampanii fabularnej gry. Na późniejszych etapach produkcji Parker i Stone grali we wczesne wersje gry, pozwalające zobrazować planowane zmiany. Swoje pomysły i uwagi zapisywali na tablicy, a Ubisoft wykorzystywał je, żeby określić, czego oczekuje się od ich zespołu. Parker i Stone oglądali też nagrania PewDiePie’a grającego w Kijek Prawdy, obserwując, w jaki sposób odbiera grę użytkownik końcowy i starając się ustalić, które jej elementy zdały egzamin, a które nie.
Schroder stwierdził, że zespół USF musiał przystosować się do projektu, który na pierwszym miejscu stawiał humor i dobre jego wyczucie w czasie, nie zaś rozgrywkę. Zespół nie zawsze czuł się komfortowo ze wszystkimi scenami zaplanowanymi przez Parkera i Stone'a. Rozważano możliwość wprowadzenia automatycznego rozegrania określonych sekwencji, takich jak np. ta, w której dziesięcioletni główny bohater w ramach minigry tańczy na kolanach starszego mężczyzny w klubie ze striptizem. Ostatecznie twórcy uznali jednak, że odebranie graczowi kontroli rozmijałoby się z sednem żartu, polegającym na zmuszeniu gracza do uczestnictwa w „czymś tak niedorzecznym”. Według Menzel, dobra komedia interaktywna zależy od odpowiednio bliskiej relacji opowiadającego i odbiorcy, co wymusza, żeby gracz uczestniczył w żarcie bądź nawet był za niego odpowiedzialny. Przykładowo, dając graczowi możliwość przesłuchania kogoś poprzez napierdzenie na niego, gracz staje się odpowiedzialny za rodzaj humoru, który ogląda w serialu.
W grze dostępnych jest dziesięć klas superbohaterów, pierwotnie planowano jednak dwanaście, w tym mistyka. USF zdecydowało, że początkowymi klasami będą pędziwiatr, brutal i blaster, ponieważ były one odpowiednio proste do zrozumienia. Zdecydowano, że statystyki postaci będą niezależne od noszonej przez nią strojów. Schroeder stwierdził, że gracze mają możliwość stworzenia swojej własnej marki superbohaterskiej, ubierając postać w co tylko chcą, wskazując na popularność przebieranek w Kijku Prawdy, gdzie jednak strój wpływał na statystyki. Zamiast tego jako alternatywę stworzono system artefaktów wpływających na rozwój postaci. Tworząc Kijek Prawdy odrzucono możliwość grania dziewczynką, co wiązałoby się ze zmianą całej narracji gry. W The Fractured but Whole umożliwiono granie postacią żeńską, jednak we właściwym dla Miasteczka South Park stylu – poprzez umożliwienie grywalnej postaci określenia swojej tożsamości płciowej. Stone stwierdził, że zawsze gra postaciami kobiecymi, jeżeli istnieje taka możliwość.
W The Fractured but Whole korzystać można z pomocy dwunastu sojuszników, podczas gdy w Kijku Prawdy było ich sześciu. USF chciało, żeby ich moce i powiązane z nimi dialogi były mocniej zaakcentowane w grze, wprowadzając je do walk i eksploracji. Podczas gdy niektóre dzieci mają prawdziwe supermoce, przykładowo Mysterion jest nieśmiertelny, realizm mocy pozostałych celowo jest niejasny, żeby wzmocnić wrażenie dziecięcej zabawy. Według Menzel, celem było bezustanne pogrążanie się w dziecięcej wyobraźni i pozwolenie graczowi, żeby się w nią wczuł. Szop znacząco wyolbrzymia przypisywane sobie umiejętności, twórcy dodali więc subtelne przytyki w jego kierunku, przez co Cartman np. potyka się albo przewraca.

### Muzyka
Za ścieżkę dźwiękową do gry odpowiedzialny byli Jamie Dunlap, kompozytor muzyki do serialu, i Nicholas Bonardi, główny projektant dźwięku z USF. Podczas gdy w Kijku Prawdy w znacznej części polegano na dźwiękach i muzyce stworzonych na potrzeby Miasteczka South Park, USF zależało na stworzeniu oryginalnych dźwięków. Na wczesnym etapie produkcji Bonardi stworzył tymczasową muzykę poprzez połączenie ze sobą motywów z serialu i z gry, zorientował się jednak, że Dunlap – mający doświadczenie przy powstającym bardzo szybko programie telewizyjnym – jest w stanie skomponować muzykę wystarczająco szybko, więc zamiast tworzyć tymczasowe motywy, prosił go o stworzenie od razu gotowego. Bonardi i jego zespół stworzyli oryginalną ścieżkę dźwiękową do The Fractured but Whole, Dunlop czuwał jednak nad tym, żeby zachowywała ona spójność z serialem. Ścieżka dźwiękowa do gry inspirowana była muzyką do filmów o superbohaterach: motywy Szopa i Mysteriona bazowały na trylogii Mroczny Rycerz Christophera Nolana, motyw Szopa i Przyjaciół na Avengers (2012), a Kumpli Wolności na serii X-Men. Innymi inspiracjami były muzyka z Supermana (1978) i Powrotu Batmana (1992), z kolei motywy wampirów inspirowane były serią gier Castlevania.
Ubisoft miał dostęp do bazy dźwięków używanych na potrzeby serialu, musiał stworzyć jednak dodatkowe dźwięki do gry. W USF wyznaczono osobną strefę przeznaczoną do tworzenia dźwięków pierdnięć, wyposażoną w tłoczki, wuwuzele czy noise putty. Według Bonardiego, jego zespół stworzył około stu unikalnych dźwięków puszczania gazów, żeby ograniczyć ich powtarzalność. Przykładowo, pierdzenie słyszane, kiedy Nowy współpracuje z Kyle’em, powstało poprzez zmiksowanie z dźwiękiem silnika odrzutowego.

## Dystrybucja
Światowa premiera The Fractured but Whole na platformy Microsoft Windows, PlayStation 4 i Xbox One odbyła się 17 października 2017. W odróżnieniu od poprzedniej części, na całym świecie została wydana jedna wersja, nieocenzurowana w żadnym kraju. We wrześniu 2017 Kimberly Weigend, producentka z USF, stwierdziła, że gra nie była ugrzeczniona względem Kijka Prawdy, a dopuszczenie jej do sprzedaży bez cięć może być oznaką tego, że cenzorzy stają się coraz bardziej świadomi tego, że media interaktywne są stosunkowo nowe, a system ich klasyfikowania musi się dostosowywać do nich wraz z tym, jak te ewoluują. Projektant Paul Cross powiedział, że chcąc uniknąć problemów, na jakie natrafiono przy poprzedniej grze, USF starało się unikać treści, o których wiedzieli, że mogą zostać ocenzurowane, jednak Parker i Stone i tak opowiedzieliby taką historię, jaką chcą, nie przejmując się cenzurą.
Poza standardowym wydaniem, w sprzedaży dostępne były również Gold Edition, zawierająca dodatkowe cyfrowe przedmioty i przepustkę sezonową; edycja ze steelbookiem, względem poprzedniej zawierająca dodatkowo litografie stworzone przez South Park Studios, i wydanie kolekcjonerskie, z piętnastocentymetrową figurką Cartmana jako Szop. W ramach zamówień przedpremierowych możliwe było pobranie cyfrowej wersji Kijka Prawdy i postaci Ręcznika, pełniącego funkcję asystenta w grze. Zakup w PlayStation Store umożliwiał pobranie awatarów użytkownika z Kennym, Buttersem, Stanem, Kyle’em, Cartmanem oraz Szopem i przyjaciółmi, podczas gdy Amazon oferował grę w zestawie ze steelbookiem i zdalnie sterowanym modelem Szopa na trójcyklu.
W ramach promocji zespół zaprojektował i stworzył nosulus rift – parodię oculus rift, którą zaprezentowano podczas konwentu PAX West we wrześniu 2016. Chociaż początkowo planowano stworzyć atrapę służącą wyłącznie do celów promocyjnych, ostatecznie skonstruowano prawdziwe urządzenie. Nie trafiło ono do sprzedaży, wydzielało jednak zapach gazów, żeby zapewnić immersyjne doświadczenie z grą. W październiku 2017 Ubisoft rozpoczął międzynarodowy konkurs „Jestem pierdem”, którego jednym z jurorów był brytyjski flatulista Mr. Methane. Komisja oceniała filmiki, na których uczestnicy puszczali bąki, a zwycięzca mógł polecieć do San Francisco, żeby nagrać dźwięk swoich bąków na potrzeby The Fractured but Whole. W celach marketingowych stworzono również serię dwunastu kolekcjonerskich figurek bazujących na grze. 24 kwietnia 2018 ukazał się opracowany przez Ubisoft Pune port na Nintendo Switch.
Wstępem do wydarzeń przedstawionych w grze był wyemitowany w październiku 2017 odcinek serialu zatytułowany Prequel franczyzy. W odcinku tym postacie noszą stroje i pełnią funkcje podobne do tych, co w grze. Szop i przyjaciele próbują stworzyć swoją własną medialną franczyzę o superbohaterach, która jednak nie powodzi się ze względu na działania Profesora Chaosa, publikującego na Facebooku fałszywe wiadomości odnośnie do postaci. Chociaż ostatecznie udaje im się pokonać Chaosa, chłopcy dzielą się na dwie zwaśnione grupy, walczące ze sobą w The Fractured but Whole.

### Zawartość do pobrania
Do gry udostępniono kilka dodatków. Wśród pakietów promocyjnych znajdowały się Relikwie Zaronu, zawierające dodatkowe kostiumy z Kijka Prawdy, oraz Ręcznik: Twój gamingowy kumpel, dodający Ręcznika w formie komicznego doradcy. Pierwszą zawartością wydaną po premierze był Niebezpieczny holopokład, mający premierę 19 grudnia 2017. Dodatek pozwalał na zaliczanie coraz trudniejszych wyzwań Doktora Timothy’ego w zamian za kostiumy i przedmioty do użycia.
Pierwszym dodatkiem fabularnym było Od zmierzchu do Casa Bonita, wydane 20 marca 2018 roku. Nowy sprzymierza się z Mysterionem i Szopem, żeby uratować siostrę Kenny’ego porwaną przez wampiry w restauracji Casa Bonita. Wprowadzona została jedenasta klasa postaci – mroczny pomiot – oraz nowy towarzysz do walki, Henrietta Biggle. Drugi dodatek, Dawaj Cruncha, ukazał się 31 lipca 2018. Wprowadza on kolejnego sojusznika – kosmitę Miętową Jagódkę – który pomaga Nowemu odkryć tajemnicę zniknięć opiekunów obozu dla niepełnosprawnych dzieci nad jeziorem Tardicaca. Pozwala także odblokować dwunastą klasę postaci, finalną dziewczynę.
Chociaż podczas prac nad Kijkiem Prawdy Parker i Stone sprzeciwiali się zawartości do pobrania, uważając, że gracze uznają ją za treść wyciętą z podstawowej wersji gry ze względu na niską jakość, podczas prac nad The Fractured but Whole mieli pomysły na poboczne historie, które w ich odczuciu nie pasowały do głównego wątku fabularnego, więc postanowili zrealizować je w formie dodatków.

## Odbiór

### Oceny krytyków
South Park: The Fractured but Whole spotkało się z pozytywnym przyjęciem ze strony krytyków, a średnia ocen w agregatorze recenzji Metacritic na Microsoft Windows, PlayStation 4 i Xboksa One jest „ogólnie pozytywna”.
Podobnie jak poprzedniczka, gra została uznana za udaną adaptację. GamesRadar+ nazwał ją „najbardziej wierną, najlepszą adaptacją” Miasteczka South Park, jaka kiedykolwiek powstała, z dobrze zbalansowanymi elementami humoru i komedii, z kolei według IGN-u wygląda i brzmi ona jak odcinek serialu. Recenzenci Giant Bomb, GamesRadar+ i Shacknews uznali, że usprawniono w niej niemal każdy aspekt Kijka Prawdy, dzięki czemu jest ona głębsza i bardziej dopieszczona. GamesRadar+ dodał, że w końcu po dwudziestu latach stworzono grę na podstawie South Parku, w którą „przyjemnie się gra, bo jest przekomiczna”. „PC Gamer” napisał, że jest „ulepszona, pomysłowa i nieziemsko zabawna”, a recenzent „Electronic Gaming Monthly” (EGM), że trudno będzie znaleźć bardziej kompletne i zabawne doświadczenie związane z South Parkiem. „Game Informer” nazwał ją mile widzianą kontynuacją, w której znajdują się zarówno „mądre i niedojrzałe żarty”, jak również chwile spokoju, przywołujące w pamięci „urok dzieciństwa”. Według recenzenta Slant Magazine pod względem mechaniki jest to „jeden z najlepszych, najbardziej przystępnych erpegów” od dłuższego czasu.
Część recenzentów uznała, że humor w The Fractured but Whole jest bardziej oryginalny i rzadziej odnosi się do znanych już wątków, podczas gdy inni, że za bardzo polega on na odniesieniach do serialu. Niektórzy krytykowali część humoru, który w ich odczuciu celowo był przesadnie ostry i banalne albo za bardzo skupiała się na żartach o fekaliach i pierdzeniu. Recenzent Slant Magazine uznał walkę w klubie ze striptizem za „okropnie seksistowską i rasistowską”. Według innych przez cały czas była ona zabawna i prowokacyjna, brakowało jej jednak pazura typowego dla serialu i nie znalazło się w niej nic tak szokującego, jak chociażby nazistowskie zombie płody z Kijka Prawdy. Wskazano jednak, że pomimo tego w grze nadal znajdują się wątki mogące szokować, jakie jak np. korupcja policji, samobiczujący się księdza czy dzieci w klubie ze striptizem.
Krytycy byli zgodni odnośnie do systemu walki, który w ich opinii został ulepszony względem pierwszej części. Andy Kelly z „PC Gamera” uznał system walki za „najbardziej przyjemny” ze wszystkich komputerowych gier fabularnych, w jakie grał. Według recenzentów pozytywną zmianą było położenie większego nacisku na strategię zamiast refleks, co dodatkowo pogłębiała dostępność różnych postaci o różnych umiejętnościach. Według Kelly’ego walka była „głębsza, bogatsza i bardziej strategiczna”. Recenzenci „Game Informera” i GamesRadar+ docenili, że możliwość poruszania się po siatce bitwy daje więcej możliwości, wymagając jednocześnie zachowania rozwagi.
Walki z bossami wskazywano jako szczególnie udaje ze względu na to, że odchodzą od schematu standardowej potyczki, wprowadzając ograniczone czasowo ataki poza obowiązującymi turami, zagrożenia środowiskowe i cele dodatkowe, jak chociażby ucieczka z pola walki, zanim boss złapie postać gracza. Giant Bomb stwierdził, że są to najsprytniejsze i najbardziej przyjemne części gry, z kolei GamesRadar+ docenił, że projektanci usunęli możliwość układania strategii do przodu. Według recenzenta Polygonu walki te, ze względu na swoje wyjątkowe wymagania, zwiększały intensywność, ale czasami stawały się frustrujące i były to jedyne momenty, kiedy walka stawała się wymagająca. Inni recenzenci uznali walkę za zbyt prostą nawet na wyższych poziomach trudności. Według IGN-u Kijek Prawy z czasem stawał się coraz prostszy, zaś The Fractured But Whole wciąż wprowadza nowe elementy, żeby walka nie zaczęła być nudna. Potężne ciosy postaci zostały uznane za zabawne i imponujące; Polygon stwierdził, że przywołania są równie „epickie”, co w grach z serii Final Fantasy, krytykowano je jednak ze względu na niemożliwość ich pominięcia, przez co z czasem stawały się powtarzalne i nudne. Według recenzenta VideoGamer.com walki są czasami zbyt długie, a według IGN-u polegają one wyłącznie na trzech minigrach z ograniczeniem czasowym, przez co stają się powtarzalne. IGN zauważył, że każda postać w walce ma jakieś cechy wyróżniające ją, np. Tupperware podczas „obrzydzenia” wymiotuje do swojego hełmu, z kolei według Destructoidu postacie na tyle różnią się od siebie, że odpowiednie ułożenie drużyny Nowego wymaga taktycznego myślenia.
Fabuła podzieliła krytyków. Jedni uznali ją za dobrze napisaną i poprawioną względem Kijka Prawdy, podczas gdy inni za mętną i gorszą niż w poprzedniczce. Game Revolution i VideoGamer.com stwierdzili, że historia przedstawiona w grze jest gorsza; recenzent VideoGamer.com zwrócił uwagę szczególnie na powtarzalne żarty. Według „PC Gamera” główny wątek fabularny cierpi na problemy z utrzymaniem odpowiedniego tempa i jest przewidywalny, a satyra straciła pazur. Destructoid stwierdził, że pomimo nierównego poziomu scenariusza, gra sprawia wrażenie długiego, dobrze wykonanego odcinka Miasteczka South Park, z kolei recenzent Revolution, że przesadnie polega ona na żartach o pierdzeniu. W podobnym tonie wypowiedział się recenzent Giant Bomb, stwierdzając, że gra momentami jest „kawalkadą żartów o kupie”, ale wraz z rozwojem fabuły wyraźnie wyczuwalne stają się humor i urok serialu. IGN uznał, że scenariusz nie zawiódł wysokich oczekiwań, a „EGM”, że dobrej jakości są zarówno główny wątek fabularny, jak i komediowe zadania poboczne. GamesRadar+ zaznaczył, że gra zaczyna się niespiesznie, ale szybko przeradza się w intrygującą zagadkę z jednym z najlepszych złoczyńców znanych z serialu, zaś Shacknews nazwał grę „absurdalną, ale urzekającą opowieścią, odpowiednio długą, żeby się nie znudzić”.
Według niektórych recenzentów w grze nie brakuje momentów przedstawiających postacie jako słodkie czy niewinne. Recenzent Slant Magazine za taki moment uznał chociażby misję, w której Nowy musi pomóc Tweekowi i Craigowi uratować ich związek. Inni wskazali na „szczere” momenty w scenach przedstawiających trudności, z jakimi boryka się dziecko z nieszczęśliwymi rodzicami w nowym miejscu czy „urocze i głupie” wstawki, kiedy to np. wielka bitwa przerywana jest przez przejeżdżający samochód, zmuszając dzieci do zaprzestania walki i zejścia na chodnik. Uznano również, że niektóre tematy poruszone w grze nie zostały odpowiednio rozwiązane. Część krytyków wskazała na serię zadań, w ramach których skorumpowani policjanci wysyłają Nowego na serię zadań mających na celu aresztowanie Murzynów. Według recenzenta Slant Magazine poziom trudności wyrażany przez kolor skóry uwidacznia problemy z The Fractured but Whole – gra przedstawia jakiś problem społeczny i naigrawa się z niego, ale nie ma to przełożenia na rozgrywkę.
Część krytyków wypowiedziała się negatywnie o zbytnich podobieństwach rozgrywki do Kijka Prawdy, przez co The Fractured But Whole w ich opinii pod tym względem stracił na świeżości charakteryzującą poprzednią część. Destructoid stwierdził, że nie ujmuje to jednak radości z eksplorowania i odkrywania nawiązań do serialu. Według GamesRadar+, chociaż mapa miasteczka nie jest przesadnie duża, czasami ma się wrażenie, że do zrobienia jest aż nadto. Recenzenci krytykowali system wytwarzania, w ramach którego jednych przedmiotów można było wytworzyć ponad miarę, z kolei innych – przydatnych – za mało; dodatkowo uznany został on za zbędny, ponieważ większość przedmiotów i tak można było kupić w sklepach. Umiejętności kumpli chwalono za zachęcające do eksplorowania świata, krytykowano jednak za przesadną powtarzalność. „PC Gamer”, VideoGamer.com i Polygon doceniły mnogość opcji personalizacji, zarówno postaci kierowanej przez gracza, jak i tych jej towarzyszących. Z uznaniem spotkał się również system artefaktów/ulepszeń, pozwalający spersonalizować umiejętności Nowego pod styl gracza niezależnie od noszonych przez niego strojów, chociaż według recenzenta „EGM” system traci na znaczeniu na późniejszych etapach gry, kiedy postać staje się potężniejsza. Według „Game Informera” jedną z najlepszych aktywności pobocznych było szukanie mieszkańców, żeby zrobić sobie z nimi selfie; „PC Gamer” uznał to za „dziwnie przekonujące”.

### Sprzedaż
W Ameryce Północnej The Fractured but Whole w październiku 2017 było czwartą najlepiej sprzedającą się grą na wszystkich platformach, trzecią na PlayStation 4 i czwartą na Xboksa One. W tym samym miesiącu była ósmą najlepiej sprzedającą się na świecie grą w dystrybucji cyfrowej. Wraz z dwiema innymi produkcjami dla jednego gracza – Assassin’s Creed: Origins i Śródziemiem: Cieniem wojny – wygenerowała wtedy ponad 160 mln USD przychodu. Według firmy analitycznej SuperData gry jednoosobowe nie zagrzewają na długo miejsca w rankingach najlepiej sprzedających się, ponieważ w przeciwieństwie do wieloosobowych trudniej jest je monetyzować przez mikrotransakcje. Na Steamie trafiła do zestawienia stu najlepiej sprzedających się gier 2017.
W tygodniu premiery The Fractured but Whole było trzecią najlepiej sprzedającą się grą pudełkową w Wielkiej Brytanii, ustępując FIF-ie 18 i Gran Turismo Sport i sprzedając się o 7% słabiej niż Kijek Prawdy. Bazując jednak na silnej konkurencji, wynik sprzedażowy gry uznano za solidny. W całym październiku 2017 była to szósta najlepiej sprzedająca się gra na Wyspach; w drugim tygodniu sprzedaży zajęła ósme miejsce, a w trzecim wypadła ze zestawienia, trafiając na miejsce dwunaste.

### Nagrody i wyróżnienia
W 2016 roku magazyn „MCV” i portal IGN uznały South Park: The Fractured but Whole za najlepszą grę fabularną prezentowaną podczas targów Electronic Entertainment Expo. Nominowana była również do tytułu najlepszej gry fabularnej Gamescomu 2017 i do The Game Awards 2017, przegrywając jednak z Personą 5. Otrzymała nominacje do Titanium Awards w kategoriach „najlepsza narracja”, „najlepsza gra przygodowa lub fabularna” i „najlepsza interpretacja” (ostatecznie w dwóch przegrywając z Horizon: Zero Dawn, a w trzeciej z The Legend of Zelda: Breath of the Wild) oraz do plebiscytu IGN „Best of 2017" w kategoriach „najlepsza gra fabularna” i „najlepsza gra na Xboksa One”. W plebiscycie „Game Informera” na najlepsze gry fabularne roku zwyciężyła w kategorii „najlepsze znajdźki”, zaś w plebiscycie czytelników czasopisma zajęła drugie miejsce w kategorii „najlepsza gra fabularna”. Redakcja „EGM” sklasyfikowała ją na 12. miejscu zestawienia 25 najlepszych gier 2017 roku.